# Dendrobium calcaratum
Dendrobium calcaratum är en orkidéart som beskrevs av Achille Richard. Dendrobium calcaratum ingår i släktet Dendrobium, och familjen orkidéer.

## Underarter
Arten delas in i följande underarter:
- D. c. calcaratum
- D. c. papillatum